# Gustav Adolf Procházka
Gustav Adolf Procházka (ur. 11 marca 1872 w Kosmonosach, zm. 9 lutego 1942 w Pradze) – czeski teolog, patriarcha i biskup praski Kościoła Czechosłowackiego w latach 1928–1942
Były ksiądz rzymskokatolicki. Po I wojnie światowej związał się z ruchem księży modernistów, którzy w sprzeciwie wobec postępowania episkopatu Czech odeszli w 1920 roku z Kościoła katolickiego i założyli narodowy Kościół Czechosłowacki.
W 1925 roku otrzymał urząd biskupa kralovehradeckiego Kościoła Czechosłowackiego. Po śmierci Karela Farskiego został wybrany jego następcą na urzędzie patriarchy Kościoła Czechosłowackiego. Przyczynił się do ostatecznego ukonstytuowania doktryny wspólnoty i jej rozwoju na terenie Czechosłowacji. Był profesorem teologii na Uniwersytecie Karola w Pradze oraz organizatorem Husyckiego Wydziału Teologicznego tej uczelni.
W 1931 roku w Paryżu otrzymał sakrę biskupią z rąk biskupa Liberalnego Kościoła Katolickiego, Louisa Charlesa Winnaerta.